# Orsolobus schlingeri
Espèce
Orsolobus schlingeri est une espèce d'araignées aranéomorphes de la famille des Orsolobidae.

## Distribution
Cette espèce est endémique de la région d'Araucanie au Chili. Elle se rencontre dans le parc national Nahuelbuta dans la province de Malleco vers 1 220 m d'altitude.

## Description
La femelle holotype mesure 3,82 mm.

## Étymologie
Cette espèce est nommée en l'honneur d'Evert Irving Schlinger.

## Publication originale
- Forster & Platnick, 1985 : A review of the austral spider family Orsolobidae (Arachnida, Araneae), with notes on the superfamily Dysderoidea. Bulletin of the American Museum of Natural History, no 181, p. 1-229 (texte intégral).